# Carlo Maria Piazza
Carlo Maria Piazza, né le 21 mars 1871 à Busto Arizio et mort le 24 juin 1917 à Milan, est un officier et aviateur italien. C'est un pionnier de l'aéronautique italienne, commandant des forces aériennes durant la guerre italo-turque. Il est le premier homme à effectuer un vol de reconnaissance avec un avion durant un conflit et également le premier homme à utiliser de la reconnaissance photographique.

## Biographie
Carlo Piazza est né en mars 1871. Il obtient sa licence de pilote le 30 juin 1911 avant d'être intégré à l'armée de l'air peu de temps après. Le 28 septembre 1911, le lieutenant-colonel Vittorio Cordero di Montezemolo envoie en Libye une force aérienne pour défendre les intérêts italiens, juste avant le début de la guerre italo-turque. Le capitaine Carlo Piazza, alors membre du 8e régiment d'artillerie de campagne, débarque donc à Tripoli avec 4 autres pilotes, à savoir le capitaine Riccardo Moizo, le lieutenant Leopoldo De Rada et les sous-lieutenants Ugo De Ross et Giulio Gavotti,. L'escadrille se compose de 9 avions : 2 Blériot XI, 3 monoplans Nieuport, 2 biplans Farman et 2 monoplans Etric Taube,. Elle est déclarée opérationnelle le 21 octobre 1911, l'invasion italienne ayant empêché un déploiement plus rapide. Le 22 octobre, les premiers vols ont lieu. Le lendemain, soit le 23 octobre 1911, Carlo s'envole à 6 h 19 pour un vol d'une heure. Il survole plusieurs positions turques. Il s'agit du premier vol de reconnaissance en avion de l'histoire,,. Carlo Piazza ne réalise pas le premier bombardement par avion de l'histoire : c'est le sous-lieutenant Gavotti qui effectue cette mission,,,. Au mois de mars 1912, Carlo effectue la première reconnaissance photographique de l'histoire.  
Lors de son retour en Italie, il écrit une lettre de félicitations à Rosine Ferrario, première femme italienne à obtenir sa licence de pilote, où il lui déclare qu'il préfère la connaître comme mère que comme aviatrice. Cela engendre de vives critiques et relance des débats autour de l'émancipation dans la société italienne de l'époque.   
Engagé durant la Première Guerre mondiale, il tombe malade sur le front et décède à Milan le 24 juin 1917.